# Zeche Hülfe Gottes
Die Zeche Hülfe Gottes, auch genannt Zeche Hülfegottes, ist ein ehemaliges Bergwerk im Bochumer Stadtteil Weitmar. Die Zeche wurde irrtümlich auch Zeche Gabe Gottes genannt.

## Bergwerksgeschichte
Obwohl bereits mehrere Jahre in einem Flöz Steinkohle abgebaut worden war, wurde erst im Jahr 1769 die Mutung beim Bergamt eingelegt. Im Jahr 1771 wurde eine weitere Mutung eingelegt. Im darauffolgenden Jahr wurde ein alter Stollen mit drei Schächten aufgedeckt. Im Jahr 1823 wurde das Bergwerk in Fristen gelegt. Im Jahr 1835 war das Bergwerk zunächst wieder in Betrieb, danach wurde die Zeche Hülfe Gottes mit der Zeche Christiana zur Zeche Hülfe Gottes und Christiana vereinigt.

## Hülfe Gottes & Christiana
Die Zeche Hülfe Gottes & Christiana in Weitmar war auch unter den Namen Zeche Hülfe Gottes & Christiane, Zeche Christiana & Hülfe Gottes oder  Christiane & Zeche Hülfe Gottes bekannt. Im Jahr 1773 wurde die erste Mutung auf das Grubenfeld Hülfegottes & Christiana eingelegt, im Jahr 1831 wurde eine erneute Mutung auf das gleiche Grubenfeld eingelegt. Im Juli des darauffolgenden Jahre erfolgte die Wiederinbetriebnahme, es wurde damit begonnen, einen neuen Stollen aufzufahren. Im Jahr 1836 wurde der Förderschacht Constanz August der Zeche Hasenwinkel-Himmelscroner Erbstolln von der Zeche Hülfe Gottes & Christiana mitbenutzt. In diesem Jahr lag das Bergwerk in guter Ausbeute. Am 3. November des Jahres 1837 wurde ein Längenfeld verliehen. Im ersten Halbjahr des Jahres 1846 war die Zeche Hülfe Gottes & Christiana zunächst noch in Betrieb, danach wurde sie außer Betrieb genommen und am 28. November desselben Jahres wurde die Zeche Hülfe Gottes & Christiana stillgelegt. Einige Zeit nach der Stilllegung wurde die Zeche der Zeche Hasenwinkel-Himmelscroner Erbstolln zugeschlagen.

### Förderung
Die ersten Förderzahlen stammen aus dem Jahr 1836, es wurden 40.197½ preußische Tonnen Steinkohle gefördert. Im Jahr 1838 stieg die Förderung an auf 53.189⅜ preußische Tonnen. Ab dem Jahr 1839 kam es zu einem starken Förderrückgang. Im Jahr 1840 sank die Förderung auf 26.349½ preußische Tonnen Steinkohle. Die letzten bekannten Förder- und Belegschaftszahlen des Bergwerks stammen aus dem Jahr 1842, es wurden 15.744 preußische Tonnen Steinkohle abgebaut.